# Spartaco Landini
Spartaco Landini (Terranuova Bracciolini, 1944. január 31. – Genova, 2017. április 16.) válogatott olasz labdarúgó, hátvéd, edző.

## Pályafutása

### Klubcsapatban
A Sangiovannese korosztályos csapatában kezdte a labdarúgást. 1962 és 1970 között az Internazionale labdarúgója volt, ahol két bajnoki címet szerzett az együttessel és tagja volt az 1964–65-ös BEK-győztes csapatnak. 1970 és 1973 között a Palermo együttesében szerepelt. 1973 és 1976 között az SSC Napoli játékosa volt és egy olasz kupa győzelmet ért el az együttessel. 1976 és 1978 között nevelőegyesületében, a Sangiovannesében játszott. 1978-ban vonult vissza az aktív labdarúgástól.

### A válogatottban
1966-ban négy alkalommal szerepelt az olasz válogatottban.
Részt vett az 1966-os angliai világbajnokságon

### Edzőként
1978-79-ben az Avellino segédedzője volt.

## Sikerei, díjai
Internazionale
- Olasz bajnokság (Serie A)
  - bajnok: 1964–65, 1965–66
- Bajnokcsapatok Európa-kupája (BEK)
  - győztes: 1964–65

 SSC Napoli
- Olasz kupa (Coppa Italia)
  - győztes: 1976